# Watervliet (New York)
Watervliet is een plaats (city) in de Amerikaanse staat New York, en valt bestuurlijk gezien onder Albany County.

## Demografie
Bij de volkstelling in 2000 werd het aantal inwoners vastgesteld op 10.207.
In 2006 is het aantal inwoners door het United States Census Bureau geschat op 9802, een daling van 405 (-4.0%).

## Geografie
Volgens het United States Census Bureau beslaat de plaats een oppervlakte van
3,9 km², waarvan 3,5 km² land en 0,4 km² water.

## Plaatsen in de nabije omgeving
De onderstaande figuur toont nabijgelegen plaatsen in een straal van 8 km rond Watervliet.